# Processus de Bakou
Le processus de Bakou a été lancé par la République d'Azerbaïdjan en 2008 pour établir un dialogue effectif et efficace entre les cultures et les civilisations. Fondé sur le fait de l'existence de communautés aux origines religieuses différentes, aux groupes ethniques nationaux et à la diversité culturelle de son territoire, l'Azerbaïdjan a été l'initiateur d'un tel mouvement mondial. 

## Déclaration de Bakou
10 pays islamiques ont été invités pour la première fois à l'initiative de l'Azerbaïdjan à la conférence des ministres de la Culture des États membres du Conseil de l'Europe qui s'est tenue les 2 et 3 décembre 2008. La conférence des ministres de la culture avec la participation des États islamiques s'est transformée dans un nouveau format. La "Déclaration de Bakou sur la promotion du dialogue interculturel" a été adoptée à cette conférence. Des représentants de haut niveau de 48 pays, de 8 organisations internationales et de plusieurs organisations internationales non gouvernementales d'Europe et des régions voisines ont participé à la conférence. Le "processus de Bakou", qui encourage le dialogue entre les civilisations, et le projet "Artistes pour le dialogue", visant à développer ce processus, ont été fondés au moyen de la "Déclaration de Bakou". Plus de 10 pays européens ont participé à la VIe Conférence des ministres de la Culture des pays islamiques organisée dans le but d'assurer la poursuite du «processus de Bakou» à Bakou du 13 au 15 octobre 2009.  Un communiqué commun sur le dialogue interculturel entre les Etats membres du Conseil de l'Europe et les Etats membres de l'Organisation de la Conférence islamique a été accepté au sein de la conférence. 

## Transformation du processus de Bakou en un mouvement mondial
Depuis 2010, le processus de Bakou a commencé à devenir un mouvement mondial. Le 23 septembre 2010, lors de la 65ème session de l'Assemblée générale des Nations unies, le président de la République d'Azerbaïdjan a déclaré que le Forum mondial sur le dialogue interculturel se tiendrait à Bakou.

## I Forum Mondial sur le dialogue interculturel
Les 7 et 9 avril 2011, le 1er Forum mondial sur le dialogue interculturel s'est tenu à Bakou avec le soutien de l'UNESCO, de l'Alliance des civilisations des Nations unies, du Conseil de l'Europe, du Conseil Nord-Sud du Conseil de l'Europe et de l'ISESCO. Participants du forum: représentants officiels de 102 pays
Dirigeants de plus de 10 organisations internationales
Ministres de 20 pays
Représentants de grands médias
Près de 500 représentants étrangers de tous les continents du monde

### Conférence
Conférence internationale sur la philosophie du dialogue et de la diversité culturelle dans le monde moderne (organisée par l'Académie nationale des sciences de l'Azerbaïdjan). 

### Séminaires
Séminaire de maires et de représentants des villes membres du projet "Cités interculturelles" (organisé par le Conseil de l'Europe)
"Traditions et perspectives du dialogue interculturel dans la CEI: culture, éducation, communication" (organisé par la République d'Azerbaïdjan)

### Congrès
Premier congrès du Mouvement mondial de la jeunesse pour la civilisation

### Événements tenus dans le forum
Sessions: "Compréhension interculturelle et diversité culturelle pour la paix et le dialogue"
"Dialogue interculturel: culture, art et patrimoine"
"Les femmes en tant que contributeurs importants au dialogue interculturel"
"Influence de la technologie, des médias sociaux et du journalisme sur les relations interculturelles"
"Dialogue interculturel entre les religions du monde"
"Nouvelles initiatives et projets sur le dialogue interculturel et le développement de la coopération"

### Exposition
"Juifs, chrétiens et musulmans: le dialogue interculturel dans les manuscrits médiévaux" (co-organisé par l'Azerbaïdjan et l'Autriche). 

### Performance
Conte de vent
"Les Contes du Vent" (réalisé par des artistes azerbaïdjanais et lituaniens dans le cadre du projet "Dialogue des capitales de la culture"). 

### Fondation de «5 A - Plateforme de coopération interculturelle»
La "Plate-forme de coopération interculturelle" a été créée à l'initiative de l'Azerbaïdjan pour développer la coopération interculturelle dans le cadre du 1er Forum mondial sur le dialogue interculturel. Étant donné que les noms des continents de l’Europe, de l’Asie, de l’Amérique, de l’Afrique et de l’Australie commençant par «A» en azéri, le nom symbolique de la nouvelle plate-forme a été identifié comme «5A».

### Publication du forum
Le forum de dialogue interculturel a été diffusé par Euronews 20 fois dans 10 langues par semaine.

### Conseil de coordination du forum
Le décret n ° 432 du 27 mai 2011 du Président de la République d'Azerbaïdjan, désigné par le ministère de la Culture et du Tourisme de la République d'Azerbaïdjan, a été désigné comme organe de coordination du forum.

## II Forum mondial sur le dialogue interculturel
Le deuxième Forum mondial sur le dialogue interculturel s'est tenu à Bakou les 29 mai et 1er juin 2013 sous le slogan "Vivre ensemble dans un monde multiculturel". L'UNESCO, l'Alliance des civilisations des Nations unies, le Conseil de l'Europe, le Conseil Nord-Sud du Conseil de l'Europe et l'ISESCO, ainsi que l'Organisation mondiale du tourisme des Nations unies, ont été les principaux partenaires de l'organisation du forum. Le sommet de la "Campagne mondiale: Agissez pour la diversité culturelle" s'est tenu à Bakou le 29 mai 2013, organisé conjointement par l'Azerbaïdjan et l'Alliance des civilisations des Nations unies à l'occasion de la "Journée mondiale de la diversité culturelle" du 21 mai, proclamée par l'ONU. Assemblée générale. La présentation du projet de chaque continent promouvant la diversité culturelle dans le cadre de la plate-forme 5 A - Coopération interculturelle s'est déroulée avec la participation de représentants de ministres de la culture et du tourisme, d'experts et d'autres organisations internationales, notamment du Haut représentant des Nations unies pour l'Alliance des civilisations. M. Nassir Abdulaziz al-Nasser, ainsi que des représentants de divers continents.

### Président officiel d'ouverture et de récitation
La cérémonie d'ouverture du II Forum s'est déroulée au Centre Heydar Aliyev le 30 mai 2013. Le président de la République d'Azerbaïdjan, Ilham Aliyev, haut représentant de l'ONU pour l'Alliance des civilisations, Nassir Abdulaziz Al Nasser, directeur général de l'UNESCO Irina Bokova et le Directeur général de l'ISESCO Abdulaziz Othman al-Tuveyr ont assisté à la cérémonie d'ouverture.

### Participants du II Forum mondial sur le dialogue interculturel
Représentants officiels de 115 pays
Organisations internationales - UNESCO, Alliance des civilisations des Nations unies, Organisation mondiale du tourisme, ISESCO, IRSICA, Conseil de l'Europe Nord-Sud, OTAN, TURKSOY, CST, Ligue arabe, ANASE, Organisation des États américains
Plus de 70 organisations non gouvernementales réputées
Plus de 100 savants, professeurs et experts célèbres
Environ 600 représentants internationaux

## Événements organisés dans le cadre du IIe Forum mondial sur le dialogue interculturel
Sessions: "Corridors culturels en Europe du Sud-Est, dans la région de la mer Noire et du Caucase - patrimoine commun, tâches communes, avenir durable"
"Nouvel âge de la mondialisation: hybridation de la culture dans un monde en mutation"
"Dialogue interculturel à travers l'enseignement de l'histoire: meilleures pratiques et défis"
"Comment susciter l'adhésion du public à la diversité culturelle"
"Relations islamo-occidentales: du conflit à la coopération"
"Le tourisme - principal présentateur de la compréhension mutuelle et de la tolérance entre les peuples et les cultures"
"Renforcer le rôle de la société civile dans la promotion du dialogue interculturel, de la diversité et de la représentation"

### Conférence
Pour la première fois a eu lieu la conférence des ministres de la culture et du tourisme. À la fin de la conférence, le communiqué a été adopté.

### Événements culturels
Présentation de films sur la musique traditionnelle et ethnique des peuples du monde
Composition "Partage de musique multiculturelle"
Exposition " Couleurs de la vie" de l'artiste allemande Inga Schmidt
La performance du maître de la danse japonaise Butoh Ko Murobuhin
Spectacle de danse dans la réserve naturelle historique-architecturale et naturelle "Yanar Dag"

## IIIe Forum mondial sur le dialogue interculturel
Le IIIe Forum mondial sur le dialogue interculturel a été organisé sous le slogan «Partager la culture pour une sécurité partagée» avec les partenariats de l'UNESCO, de l'Alliance des civilisations des Nations unies, de l'Organisation mondiale du tourisme, du Conseil de l'Europe et de l'UNESCO à Bakou les 18 et 19 mai. 2015. Les lettres d'invitation au 3ème Forum ont été signées par l'UNESCO, l'Alliance des civilisations des Nations unies et les dirigeants de l'Organisation mondiale du tourisme des Nations unies.

### Présentation du processus de Bakou et du IIIe Forum mondial sur le dialogue interculturel
La présentation du 3ème Forum mondial sur le dialogue interculturel et le "Processus de Bakou" s'est tenue en janvier 2015 au siège des Nations unies à New York. La présentation du 3ème Forum mondial sur le dialogue interculturel et le "Processus de Bakou" s'est tenue dans le cadre du Conseil exécutif de l'UNESCO.

### Cérémonie d'ouverture de «l'arbre de la paix»
L'arbre de la paix a été créé dans le cadre du 3ème Forum mondial sur le dialogue interculturel près de la Place du Drapeau Nationale, sur le territoire du nouveau boulevard. La cérémonie d'ouverture de l'arbre de la paix a eu lieu le 17 mai 2015. L'inauguration du monument a été célébrée par la Première Dame d'Azerbaïdjan, la directrice générale de l'UNESCO, Irina Bokova, et l'auteur de l'arbre de la paix Hedva Ser. L'auteur de l'arbre de la paix est Hedra Ser. Le monument représente un amour inspiré par la nature et des mains tendues vers le ciel pleines d'espoir. L’arbre de la paix est considéré comme un symbole de compréhension mutuelle entre les peuples, il favorise la propagation de la paix et le règlement des conflits dans le monde. L'arbre de la paix est considéré comme un symbole de la paix et de la tolérance de l'UNESCO.

### Ouverture officielle et le son de la solidarité
Le 18 mai 2015, l'inauguration du troisième forum mondial sur le dialogue interculturel s'est tenue au Centre Heydar Aliyev. Au cours de la cérémonie, le président de la République d'Azerbaïdjan - Ilham Aliyev, directeur général de l'UNESCO - Irina Bokova, haute représentante de l'ONU pour l'Alliance des civilisations - Nassir Abdulaziz Al-Nasser, ancien secrétaire général de l'Organisation de la coopération islamique - Iyad bin Amin Madani, Directeur général de l'ISESCO - Abdulaziz Othman Altwairji, Conseiller auprès du Secrétaire général de l'OMT sur le tourisme et la paix et le Directeur régional de l'OMT pour le Moyen-Orient - Amr Abdel-Ghaffar étaient les intervenants. Au même moment, le directeur régional pour le Moyen-Orient de l'OMT a lu la lettre de félicitations écrite par le Secrétaire général, Taleb Rifai. La nature même des déclarations était un défi - la culture est le facteur le plus important pour la solidarité humaine sous tous ses aspects. Lors du forum avec la coopération de l'UNESCO et de la maison d'édition britannique «Tudor Rose», le livre international de la décennie consacré au rapprochement des cultures a été publié.
Parallèlement, la Directrice générale de l'UNESCO, Irina Bokova, a présenté le document confirmant l'inclusion de l'art du voile azerbaïdjanais sur la Liste représentative du patrimoine culturel immatériel à la Première Dame de l'Azerbaïdjan, Mehriban Aliyeva, Ambassadeur de bonne volonté de l'UNESCO.

## Événements organisés dans le cadre du Troisième Forum

### Séminaires
Premier jour du forum
- Multiculturalisme: des réalités prometteuses
- Les routes de la soie, itinéraires pionniers de dialogue et d’échanges: «L’Initiative des routes de la soie et son potentiel pour le dialogue interculturel d’aujourd’hui»
- Exploiter le pouvoir du tourisme en tant qu’agent de promotion de la tolérance, de la compréhension et du dialogue entre les peuples, les cultures et les civilisations
- Apprendre à vivre ensemble à travers l'éducation: de la politique à la pratique[12]

Deuxième jour du forum
- Le rôle de l'art et du patrimoine dans les relations interculturelles
- Modèle de compétences pour la culture démocratique
- Faire participer les jeunes au dialogue interculturel et au respect de la diversité
- Les jeunes en tant qu'agents du changement social: contributeurs aux processus de paix et de dialogue
- Partenariat avec les leaders communautaires et religieux pour le dialogue interculturel
- Les plus jeunes comme futurs influenceurs: utilisation responsable et constructive des médias sociaux
- Promouvoir la mobilité des jeunes pour améliorer la compréhension interculturelle: l'expérience réussie de la carte jeune

II réunion ministérielle
Le deuxième jour du forum a eu lieu la deuxième réunion des ministres de la Culture.
Réunion académique
Au cours du forum, la réunion académique des responsables du dialogue interculturel et interreligieux de l'UNESCO de plus de 40 pays s'est tenue. La cérémonie de clôture a été organisée à l'université ADA.

## IVe Forum mondial sur le dialogue interculturel
Le 4ème Forum mondial sur le dialogue interculturel s'est tenu du 5 au 6 mai 2017 à Bakou sous le slogan «Faire progresser le dialogue interculturel: nouvelles voies pour la sécurité humaine, la paix et le développement durable». Le Forum était co-organisé par l'UNESCO, l'Alliance des civilisations des Nations unies, l'Organisation mondiale du tourisme des Nations unies, le Conseil de l'Europe, l'ISESCO et le Centre Nord-Sud du Conseil de l'Europe. Le Forum a abordé des sujets tels que le rôle de la religion, des religions, des migrations, de la sécurité humaine, du sport, de l’éducation, des arts, du développement durable, de l’extrémisme violent, du commerce dans la construction de la confiance et de la coopération entre les cultures et les civilisations. Près de 120 responsables de pays étrangers, représentants de 39 organisations internationales et de plus de 50 organisations non gouvernementales, chefs de gouvernement, ministres, hauts responsables politiques, professionnels de la culture, ambassadeurs de bonne volonté, experts, journalistes, praticiens, intellectuels et militants de renom ont participé au forum. et a participé activement à tous les événements organisés dans le cadre du Forum.